# Legacy of Kings
Legacy of Kings – drugi album grupy Hammerfall, wydany 28 września 1998 przez Nuclear Blast.
Płyta ta, podobnie jak poprzednia, jest połączeniem heavy metalu z power metalem, charakteryzuje się tekstami w klimatach fantasy i wysokim wokalem Cansa.
Według danych z kwietnia 2002 album sprzedał się w nakładzie 14,436 egzemplarzy na terenie Stanów Zjednoczonych.

## Lista utworów
1. "Heeding the Call" - 4:30
2. "Legacy of Kings" - 4:13
3. "Let the Hammer Fall" - 4:14
4. "Dreamland" - 5:40
5. "Remember Yesterday" - 5:05
6. "At the End of the Rainbow" - 4:04
7. "Back to Back" - 3:37
8. "Stronger Than All" - 4:27
9. "Warriors of Faith" - 4:43
10. "The Fallen One" - 4:23

Jedno z późniejszych wydań zawiera dodatkowo utwory "The Metal Age (live)" i "Steel Meets Steel (live)".

## Twórcy
- Joacim Cans - śpiew
- Magnus Rosén - gitara basowa
- Oscar Dronjak - gitara elektryczna, śpiew
- Stefan Elmgren - gitara elektryczna, śpiew
- Patrik Räfling - perkusja

## Pozycje na listach
| Lista  | Kraj    | Pozycja |
| ------ | ------- | ------- |
| Top 60 | Szwecja | 15      |